# Catephia cana
Catephia cana là một loài bướm đêm trong họ Erebidae.